# Episodi di Going My Way
La prima e unica stagione della serie televisiva Going My Way è andata in onda negli Stati Uniti dal 3 ottobre 1962 al 24 aprile 1963 sulla ABC.
| nº | Titolo originale               | Prima TV USA     |
| -- | ------------------------------ | ---------------- |
| 1  | Back to Ballymora              | 3 ottobre 1962   |
| 2  | The Crooked Angel              | 10 ottobre 1962  |
| 3  | The Parish Car                 | 17 ottobre 1962  |
| 4  | The Father                     | 24 ottobre 1962  |
| 5  | A Man for Mary                 | 31 ottobre 1962  |
| 6  | Like My Own Brother            | 7 novembre 1962  |
| 7  | Not Good Enough for Mary       | 14 novembre 1962 |
| 8  | A Matter of Principle          | 21 novembre 1962 |
| 9  | Mr. Second Chance              | 28 novembre 1962 |
| 10 | Ask Me No Questions            | 5 dicembre 1962  |
| 11 | Keep an Eye on Santa Claus     | 12 dicembre 1962 |
| 12 | A Dog for Father Fitz          | 19 dicembre 1962 |
| 13 | A Saint for Momma              | 26 dicembre 1962 |
| 14 | Tell Me When You Get to Heaven | 2 gennaio 1963   |
| 15 | My Son the Social Worker       | 9 gennaio 1963   |
| 16 | My Memorial for Finnegan       | 16 gennaio 1963  |
| 17 | Don't Forget to Say Goodbye    | 23 gennaio 1963  |
| 18 | The Shoemaker's Child          | 30 gennaio 1963  |
| 19 | The Slasher                    | 6 febbraio 1963  |
| 20 | One Small Unhappy Family       | 13 febbraio 1963 |
| 21 | Has Anyone Seen Eddie?         | 20 febbraio 1963 |
| 22 | Blessed Are the Meek           | 27 febbraio 1963 |
| 23 | Cornelius Come Home            | 6 marzo 1963     |
| 24 | The Boss of the Ward           | 13 marzo 1963    |
| 25 | Run, Robin, Run                | 20 marzo 1963    |
| 26 | Reformation of Willie          | 27 marzo 1963    |
| 27 | Custody of the Child           | 3 aprile 1963    |
| 28 | Florence, Come Home            | 10 aprile 1963   |
| 29 | Hear No Evil                   | 17 aprile 1963   |
| 30 | A Tough Act to Follow          | 24 aprile 1963   |

## Back to Ballymora
- Prima televisiva: 3 ottobre 1962

### Trama
- Guest star: Lauren Gilbert (dottor Warnake), Robert Emhardt (Joe Feeney), Argentina Brunetti (Mrs. Severino), Russell Collins (Barney O'Dowd), Will Kuluva (Mr. Remplevich)

## The Crooked Angel
- Prima televisiva: 10 ottobre 1962

### Trama
- Guest star: Willard Parker (Msgr. Joe Giblin), Dennis Olivieri (Eddie Slade), Edward Holmes (Nolan), Phyllis Love (Sorella Mary Mathew), Celia Lovsky (Mother Gabriel), Ralph Manza (Charlie), Ralph Meeker (Jack Slade), J. Pat O'Malley (Healy), Wally Young (Felix)

## The Parish Car
- Prima televisiva: 17 ottobre 1962

### Trama
- Guest star: Hugh Sanders (Murray Cranston), Marian Morley (segretario/a), Raymond Bailey (Rudy Blanchard), Virginia Christine (Mrs. Randall), Jerome Cowan (Tim Murphy), Johnny Eimen (Tim Wheelen), Eddie Hanley (astante all'arresto), Barry Kelley (capitano Donovan), Harry Lauter (Frank), Peter Leeds (ufficiale che affettua arresto), Ken Lynch (tenente Harris), Cy Malis (Worker), Gary Vinson (Bruce Randall)

## The Father
- Prima televisiva: 24 ottobre 1962

### Trama
- Guest star: Miriam Goldina (zia Teresa), Arnold Moss (Mr. Fernandez), Victoria Vetri (Carmel)

## A Man for Mary
- Prima televisiva: 31 ottobre 1962

### Trama
- Guest star: James Secrest (Stan Walker), Gerald S. O'Loughlin (Bianchi), Anne Francis (Mary Dunne), George Kennedy (Mike), Robert Strauss (Curt)

## Like My Own Brother
- Prima televisiva: 7 novembre 1962

### Trama
- Guest star: Melinda Plowman (Jane Everett), Harry Morgan (Al Everett), Eddie Bracken (Danny Everett), Paul Carr (Jerry Everett), Paula Winslowe (Anne Everett)

## Not Good Enough for Mary
- Prima televisiva: 14 novembre 1962

### Trama
- Guest star: Virginia Vincent (Mary Cipollaro), Al Ruscio (Jimmy Cipollaro), Anne Barton (Lois Cipollaro), Angela Clarke (Mama Cipollaro), Jack Warden (Carl Wiczinski)

## A Matter of Principle
- Prima televisiva: 21 novembre 1962

### Trama
- Guest star: Scott Wells (Milton Blumenthal), Chris Warfield (dottor Thornton), Fred Clark (John Murphy), Charla Doherty (Harriet Hall), George Furth (Lester), Virginia Gregg (Margaret Murphy), Peter Helm (Frank Murphy), Kip King (Joey), Jess Kirkpatrick (Heath), Brad Morrow (Robert Stern), Simon Scott (Larry Raymond), Jerry Ziesmer (Fred)

## Mr. Second Chance
- Prima televisiva: 28 novembre 1962

### Trama
- Guest star: Maggie Pierce (Marilyn Harrison), Dorothy Green (Mrs. Harrison), Willis Bouchey (Bill Fleming), Frankie Darro (addetto all'ascensore), Dan Duryea (Hrold Harrison), Ross Elliott (Ken Hamlin), Steven Terrell (Tony)

## Ask Me No Questions
- Prima televisiva: 5 dicembre 1962

### Trama
- Guest star: Joanne Linville (Nora Corbin), Kevin McCarthy (Ray Corbin), Roger Mobley (Miles Corbin)

## Keep an Eye on Santa Claus
- Prima televisiva: 12 dicembre 1962

### Trama
- Guest star: Bill Mumy (Mark Murdock), Frank McHugh (William Jennings Depew), Steve Brodie (Fred Murdock), James Dunn (Honus Shamroy), Mary Field (Sorella Agnes), Eddie Hanley (uomo), Henry Hunter (Floorwalker), Cloris Leachman (Karen Murdock), Ken Lynch (tenente Harris), Katie Sweet (bambina)

## A Dog for Father Fitz
- Prima televisiva: 19 dicembre 1962

### Trama
- Guest star: Kenneth MacDonald (capitano), Phyllis Love (Sorella Mary Matthew), Marie Blake (Mrs. Carter), Norman Leavitt (Milkman), Forrest Lewis (Mr. Carter), Dennis Rush (Terry Donnely)

## A Saint for Momma
- Prima televisiva: 26 dicembre 1962

### Trama
- Guest star: Renata Vanni (Mama Laurentino), Bert Remsen (rappresentante), Bart Burns (detective), Richard Conte (Tony Laurentino), Beverly Garland (Marsha), Lisa Gaye (Rosa Pavone), Garry Walberg (rappresentante)

## Tell Me When You Get to Heaven
- Prima televisiva: 2 gennaio 1963

### Trama
- Guest star: James Whitmore (dottor Corden), Henry Rowland (lavoratore), John Alderson (Mr. Larkin), Mary Field (Sorella Agnes), Kip King (ragazzo), Adrienne Marden (Mrs. Larkin), Theodore Newton (uomo), Michael J. Pollard (Danny Larkin), Jerry Ziesmer (ragazzo)

## My Son the Social Worker
- Prima televisiva: 9 gennaio 1963

### Trama
- Guest star: Buck Taylor (Mickey Vecchione), George Spicer (George King), Frank Albertson (Commissioner Hughes), Ed Begley (Owen Colwell), Ellen Corby (Mrs. Brophy), Herbert Ellis (Rabbi Adler), Bennye Gatteys (Janis Lenihan), Viola Harris (Mrs. Adler), Frances Karath (Myra Friedman), Patricia Morrow (Jo Ann Stevens), Jeff Pevney (Ronnie Warren), Chris Warfield (dottor Thornton)

## My Memorial for Finnegan
- Prima televisiva: 16 gennaio 1963

### Trama
- Guest star: Harry Swoger (camionista), Vic Perrin (Clarkson), Preston Foster (Francis X. Finnegan), Liam Redmond (Augustus O'Brien), Chris Warfield (Rev. Dr. Frank Thornton), True Ellison (addetto all'ascensore), Nora Marlowe (Mrs. Nell O'Brien), Alice Backes (Miss Simpson - The Grand Dame), Marissa Mathes (ragazza in strada)

## Don't Forget to Say Goodbye
- Prima televisiva: 23 gennaio 1963

### Trama
- Guest star: Charles Robinson (Jeff Winters), Joanna Moore (Gerry), Noreen Corcoran (Sally McMullen), Richard Denning (Larry McMullen), Matty Jordan (cameriere), Donald Kerr (addetto all'ascensore), Jane Wyatt (Kitty McMullen)

## The Shoemaker's Child
- Prima televisiva: 30 gennaio 1963

### Trama
- Guest star: David Winters (Charlie), Arnold Merritt (Artie), Dale Ishimoto (padre Yamamoto), David Lewis (dottor Weston), Jerry Zweismer (Mitch)

## The Slasher
- Prima televisiva: 6 febbraio 1963

### Trama
- Guest star: Mickey Shaughnessy (Jim Bancroft), Charles Herbert (Kenny), Jerome Cowan (Mr. Murphy), William Demarest (Marty), Fay Spain (Helen Bancroft)

## One Small Unhappy Family
- Prima televisiva: 13 febbraio 1963

### Trama
- Guest star: Susan Kohner (Elaine Brady), Don Keefer (Mr. Ewbank), Keir Dullea (Dennis Brady), Arch Johnson (Mr. Brady), Arthur Peterson (dottor Webb)

## Has Anyone Seen Eddie?
- Prima televisiva: 20 febbraio 1963

### Trama
- Guest star: Barbara Nichols (Marie), Rod Lauren (Eddie), Dave Barry (Harry), Claire Carleton (Mrs. Kramer), Al Checco (barista), Herbie Faye (Bill), Karyn Kupcinet (Amy), Bernadette Withers (Frances Karnes)

## Blessed Are the Meek
- Prima televisiva: 27 febbraio 1963

### Trama
- Guest star: William Sharon (Rector), Charlotte Knight (Mrs. Podvin), Richard Carlson (Francis Delaney), Tom Daly (Character), Mary Field (Sorella Agnes), Michael Flatley (Virgil), Connie Gilchrist (Mrs. Reardon), Edward Holmes (Nolan), Kent Smith (Bishop Cagle)

## Cornelius Come Home
- Prima televisiva: 6 marzo 1963

### Trama
- Guest star: Vito Scotti (Mr. Molletti), Florence Halop (Mrs. Kravitz), Argentina Brunetti (Mrs. Molletti), Nancy Carroll (Nora Callahan), David Fresco (Mr. Kravitz), Lee Tracy (Cornelius McBride)

## The Boss of the Ward
- Prima televisiva: 13 marzo 1963

### Trama
- Guest star: J. Pat O'Malley (Bathhouse O'Connor), Bryan O'Byrne (Tommy Noonan), Grace Albertson (Cecilia Gallon), Joel Crothers (Joe Strozzi), Lawrence Dobkin (Tony Alonzi), Marianna Hill (Nora Fallon), Athena Lorde (Maria Strozzi), Barry Macollum (Tim Shea), Pat O'Brien (Frank McCaffey), Erin O'Brien-Moore (Annie McCaffey), George Petrie (Ed Fallon)

## Run, Robin, Run
- Prima televisiva: 20 marzo 1963

### Trama
- Guest star: Dick Winslow (marito), K.T. Stevens (Estelle Bennett), Frank Behrens (Frank Bennett), Gloria Calomee (Phyllis Green), Chick Chandler (Harry Grafton), John Dennis (poliziotto), Ivan Dixon (Robin Green), Robert Dugan (ufficiale), James Edwards (sergente Fred Wilson), Robert Foulk (sergente), Norman Grabowski (esistenzialista), Sandra Lyne (moglie), Juanita Moore (Mrs. Green), Stafford Repp (sergente Al Parker), Sue Winton (giovane)

## Reformation of Willie
- Prima televisiva: 27 marzo 1963

### Trama
- Guest star: Ray Walston (Willie Henratty), Jeff Pevney (ragazzo), Gail Bonney (donna), Johnny Coons (padre Johnston), Robert Nash (Mr. Wilson), Jeanette Nolan (Mrs. Mertens), Chris Warfield (dottor Thornton)

## Custody of the Child
- Prima televisiva: 3 aprile 1963

### Trama
- Guest star: Dianne Foster (Edith Sedgewick), Anthony Eisley (Frank Baxter), Don Beddoe (Martin Ragan), Linden Chiles (David Gregory), Gladys Cooper (Mrs. Arnold Sedgewick), Joe Downing (detective), Susan Gordon (Sharon Sedgewick)

## Florence, Come Home
- Prima televisiva: 10 aprile 1963

### Trama
- Guest star: Harold J. Stone (detective Dave Golden), Alice Frost (donna), Jane Betts (Mrs. Heinrich), Larry J. Blake (sergente O'Brien), Leonard Bremen (Charlie), Betty Field (Florence Marlowe), James Westerfield (Harold Marlowe)

## Hear No Evil
- Prima televisiva: 17 aprile 1963

### Trama
- Guest star: Richard Long (George), Ellen Burstyn (Louise), Whit Bissell (dottor Stevens), William O'Connell (Doc)

## A Tough Act to Follow
- Prima televisiva: 24 aprile 1963

### Trama
- Guest star: Regis Toomey (Mr. Dawson), Tommy Shaw (Mike), Iris Adrian (Mrs. Wojack), Patricia Barry (Kathryn Fontaine), Jerry Davis (Jimmy Burns), Johnny Eimen (Jerry), Billy Halop (Mr. Thompson), Charles Herbert (Danny Wojack), Henry Kulky (Mr. Rice), Riki Marcelli (Fred), Steve Mitchell (poliziotto), Vicki Raaf (Mrs. Provost), Jackie Searl (Mr. Burns), Michael Webber (Al)